# 吉田巖 (教育者)

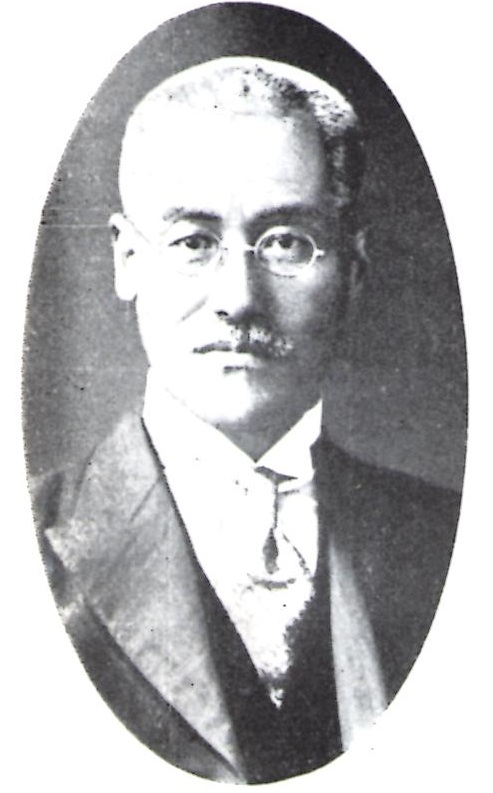
吉田巖

吉田 巌（よしだ いわお、1882年（明治15年）7月6日 - 1963年（昭和38年）6月4日）は大正から昭和にかけての教育者、アイヌ民族研究家。

## 略歴
福島県宇多郡中村（現・相馬市）に元・相馬藩士であった吉田恭重の四男として生まれる。母は二宮尊徳の孫であり二宮尊親の妹。1903年に福島県立第四中学校（現・福島県立相馬高等学校）を卒業後、1904年から郷里で小学校教員となり、1906年に兄の住む北海道の豊頃に渡る。同年中に音更尋常小学校の教員となり、以後アイヌ学校の教員を歴任した。1907年に芽室村の毛根尋常小学校に転任、その年のうちに北海道旧土人救育会の経営する実業補習学校（虻田学園）に転じるものの、1910年の有珠山噴火による学園の閉鎖に伴い職を失う。虻田第二尋常小学校の教員代理をへて、1911年に沙流郡平取村荷負尋常小学校教員となった。1913年豊頃村報徳教育所に転じ、1915年12月から帯広の第二伏古尋常小学校（1919年に日新尋常小学校と改称）に勤めはじめ、1931年に同校が廃止になるまで校長兼訓導としてアイヌ民族と共に生活し、その風俗や伝承を記録した。
当初はアイヌ語による教育を行っていたが、1920年から突如アイヌ語撲滅宣言を出し、同化政策に協力したとする批判もある。
1922年に北海道庁が「保導委員」制度を創設するとその委嘱を受け、1923年から「土人保導委員」、1932年から方面委員、1946年より民生委員となり1949年までつとめた。1950年に帯広市文化賞、1952年に北海道文化賞を受賞した。

## 著作
- 『心の碑 アイヌ学校教員体験告白』北海出版社、1935年7月。
- 帯広市教育委員会社会教育係編 編『東北海道アイヌ古事風土記資料 第1篇（愛郷誌料）』帯広市教育委員会〈帯広市社会教育叢書 1〉、1955年10月。
- 帯広市教育委員会社会教育係編 編『東北海道アイヌ古事風土記資料 第2篇（日新随筆）』帯広市教育委員会〈帯広市社会教育叢書 2〉、1956年8月。
- 帯広市教育委員会社会教育係編 編『東北海道アイヌ古事風土記資料 第3篇（愛郷譚叢・古老談話記録）』帯広市教育委員会〈帯広市社会教育叢書 3〉、1957年11月。
- 帯広市教育委員会社会教育係編 編『東北海道アイヌ古事風土記資料 第4篇（愛郷草子）』帯広市教育委員会〈帯広市社会教育叢書 4〉、1958年11月。
- 帯広市教育委員会社会教育係編 編『東北海道アイヌ古事風土記資料 第5篇（愛郷往来）』帯広市教育委員会〈帯広市社会教育叢書 5〉、1959年11月。
- 帯広市教育委員会社会教育係編 編『東北海道アイヌ古事風土記資料 第6編（愛郷春秋）』帯広市教育委員会〈帯広市社会教育叢書 6〉、1960年12月。
- 小林正雄編註 編『吉田巌伝記資料』帯広市教育委員会〈帯広市社会教育叢書 9〉、1964年5月。
- 小林正雄編 編『アイヌ童話』帯広市教育委員会〈帯広市社会教育叢書 10〉、1965年3月。
- 小林正雄編註 編『アイヌよもやまばなし』帯広市教育委員会〈帯広市社会教育叢書 11〉、1966年2月。
- 小林正雄編 編『愛郷歌集 上巻』帯広市教育委員会〈帯広市社会教育叢書 12〉、1967年3月。
- 小林正雄編 編『愛郷歌集 下巻』帯広市教育委員会〈帯広市社会教育叢書 13〉、1968年3月。
- 小林正雄編 編『とかちあいぬ研究 付・日新堂百話』帯広市教育委員会〈帯広市社会教育叢書 14〉、1970年3月。
- 小林正雄編 編『筆にまかせて 付・日新堂漫筆』帯広市教育委員会〈帯広市社会教育叢書 15〉、1971年3月。
- 小林正雄編 編『書翰自叙伝』帯広市教育委員会〈帯広市社会教育叢書 16〉、1972年3月。
- 小林正雄編 編『書翰自叙伝 続編』帯広市教育委員会〈帯広市社会教育叢書 17〉、1973年1月。
- 小林正雄編 編『書翰自叙伝 拾遺』帯広市教育委員会〈帯広市社会教育叢書 18〉、1974年3月。
- 小林正雄編 編『吉田巌日記 第1』帯広市教育委員会〈帯広市社会教育叢書 20〉、1979年3月。
- 小林正雄編 編『吉田巌日記 第2』帯広市教育委員会〈帯広市社会教育叢書 21〉、1979年11月。
- 小林正雄編 編『吉田巌日記 第3』帯広市教育委員会〈帯広市社会教育叢書 22〉、1981年1月。
- 小林正雄編 編『吉田巌日記 第4』帯広市教育委員会〈帯広市社会教育叢書 23〉、1981年9月。
- 小林正雄編 編『吉田巌日記 第5』帯広市教育委員会〈帯広市社会教育叢書 24〉、1982年12月。
- 『アイヌの衣食住』北海道出版企画センター〈アイヌ史資料集 第2期 第1巻〉、1983年5月。
- 『アイヌ聞見余録』北海道出版企画センター〈アイヌ史資料集 第2期 第1巻〉、1983年5月。
- 『日新尋常小学校々舎改築落成記念絵葉書』北海道出版企画センター〈アイヌ史資料集 第2期 第1巻〉、1983年5月。
- 『心の碑』北海道出版企画センター〈アイヌ史資料集 第2期 第1巻〉、1983年5月。
- 『河野常吉・河野広道宛書翰集』北海道出版企画センター〈アイヌ史資料集 第2期 第1巻〉、1983年5月。
- 小林正雄編 編『吉田巌日記 第6』帯広市教育委員会〈帯広市社会教育叢書 25〉、1983年12月。
- 『『人類学雑誌』篇 上』北海道出版企画センター〈アイヌ史資料集 第2期 第2巻〉、1984年1月。
- 『『人類学雑誌』篇 下』北海道出版企画センター〈アイヌ史資料集 第2期 第2巻〉、1984年1月。
- 『『郷土研究』篇』北海道出版企画センター〈アイヌ史資料集 第2期 第3巻〉、1984年6月。
- 『『民族学研究』篇』北海道出版企画センター〈アイヌ史資料集 第2期 第3巻〉、1984年6月。
- 『『阿夷奴研究』篇・『ドルメン』篇』北海道出版企画センター〈アイヌ史資料集 第2期 第3巻〉、1984年6月。
- 『『蝦夷往来』篇・『北海道社会事業』篇』北海道出版企画センター〈アイヌ史資料集 第2期 第3巻〉、1984年6月。
- 『北海道河西郡帯広町伏古旧土人調査資料』北海道出版企画センター〈アイヌ史資料集 第2期 第3巻〉、1984年6月。
- 井上寿編 編『吉田巌日記 第7』帯広市教育委員会〈帯広市社会教育叢書 26〉、1984年12月。
- 井上寿編 編『吉田巌日記 第8』帯広市教育委員会〈帯広市社会教育叢書 27〉、1986年3月。
- 井上寿編 編『吉田巌日記 第9』帯広市教育委員会〈帯広市社会教育叢書 28〉、1987年2月。
- 井上寿編 編『吉田巌日記 第10』帯広市教育委員会〈帯広市社会教育叢書 29〉、1988年1月。
- 井上寿編 編『吉田巌日記 第11』帯広市教育委員会〈帯広市社会教育叢書 30〉、1988年12月。
- 『北海道あいぬ方言語彙集成』小学館、1989年5月。
  - 『北海道あいぬ方言語彙集成』（復刻版）帯広叢書編集委員会、2005年3月。
- 井上寿編 編『吉田巌日記 第12』帯広市教育委員会〈帯広市社会教育叢書 31〉、1990年1月。
- 井上寿編 編『吉田巌日記 第13』帯広市教育委員会〈帯広市社会教育叢書 32〉、1991年2月。
- 井上寿・吉田ヨシ子編 編『吉田巌日記 第14』帯広市教育委員会〈帯広市社会教育叢書 33〉、1992年2月。
- 井上寿・吉田ヨシ子編 編『吉田巌日記 第15』帯広市教育委員会〈帯広市社会教育叢書 34〉、1993年2月。